# Tephrosia platyphylla
Tephrosia platyphylla är en ärtväxtart som först beskrevs av Joseph Nelson Rose, och fick sitt nu gällande namn av Paul Carpenter Standley. Tephrosia platyphylla ingår i släktet Tephrosia och familjen ärtväxter. Inga underarter finns listade i Catalogue of Life.